# اندرو ابت
اندرو ابت (انگلیسی: Andrew Ebbett؛ زادهٔ ۲ ژانویهٔ ۱۹۸۳) بازیکن هاکی روی یخ اهل کانادا است.
از باشگاه‌هایی که در آن بازی کرده‌است می‌توان به فینیکس کایوتیس، ونکوور کناکز، و آناهایم داکس اشاره کرد.